# Course aux clous

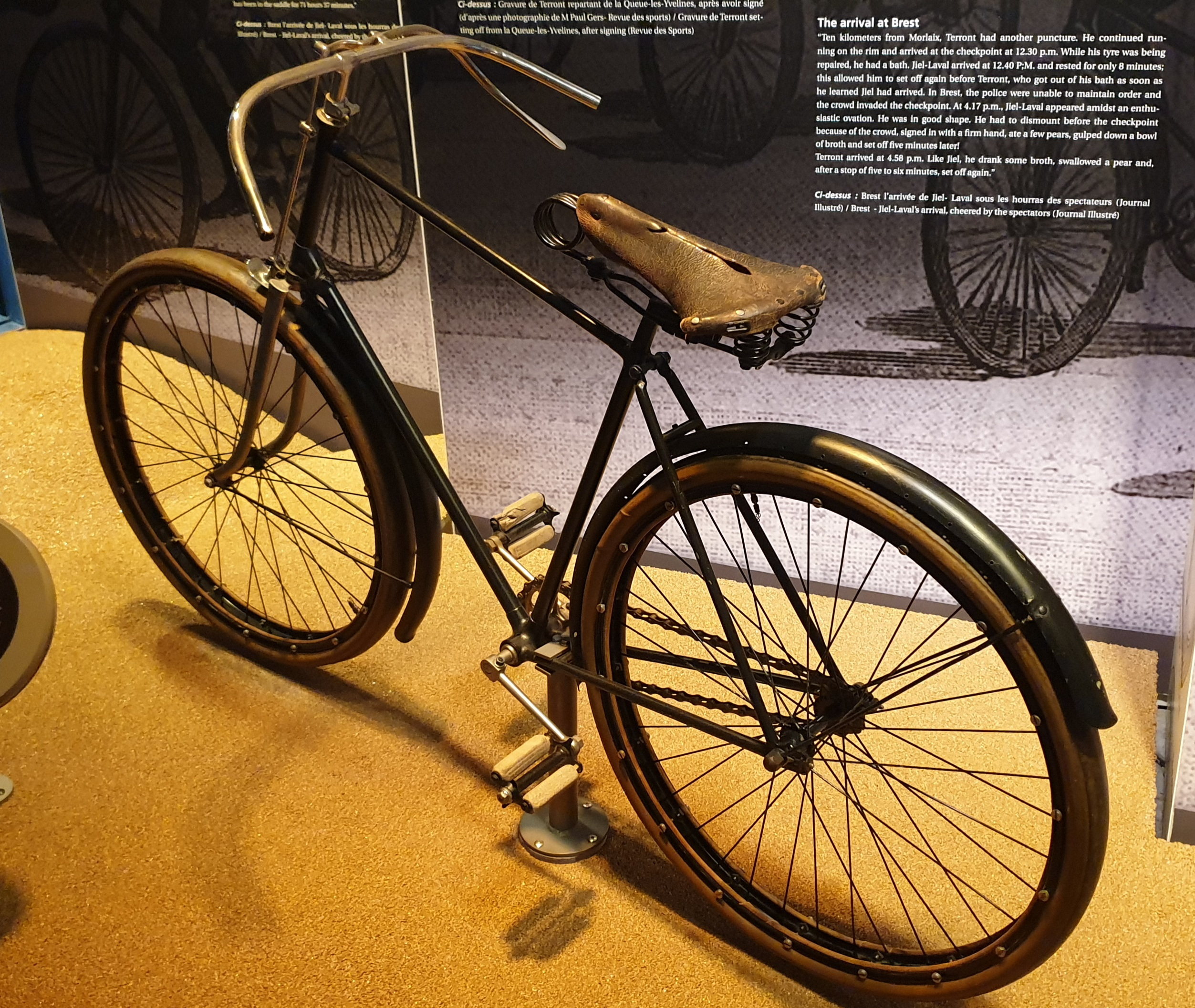
Vélo équipé de pneus Michelin démontables.

La course aux clous, de son vrai nom Course Michelin internationale Paris-Clermont est une course cycliste organisée par la société Michelin du 5 au 8 juin 1892 entre Paris et Clermont-Ferrand. Elle doit son surnom à l'idée d'Édouard Michelin de faire semer des clous sur la route afin de démontrer que le remplacement d'un pneu gonflable ne ralentit pas les coureurs tant il est facile et rapide. À cette date, le « démontable » nécessite environ 2 minutes pour être remplacé.

## Déroulé de la course
La course est d'environ 400 km et, comme les machines ne sont pas équipées d'éclairage, la date choisie pour le départ coïncide avec la pleine lune, soit le 5 juin 1892. Le départ a lieu dans l’après-midi porte Dorée, au bois de Vincennes (Paris) et l'arrivée place de Jaude, à Clermont-Ferrand le lendemain matin. Le parcours passe par Montargis, Briare, Nevers, Moulins et Gannat,.
Le règlement de la course précise que les vélos doivent être équipés de pneus Michelin, mais la société Clément, distributeur exclusif du concurrent Dunlop en France, inscrit deux coureurs. Au total 76 coureurs prennent place sur la ligne du départ. Michelin leur vend pour 2,50 francs une carte de leur itinéraire au format poche, pliée comme un accordéon, prémice des cartes Michelin.
Afin de prouver la supériorité des pneus Michelin, notamment sur les Dunlop, Édouard Michelin fait disposer des clous pointe en l'air entre Nevers et Riom. Le concurrent Auguste Stéphane, inscrit par la société Clément, vit un véritable « calvaire » : il roule 70 km sur les jantes à environ 12 km/h puis, avec la générosité des habitants, il effectue les 42 km suivants avec des pneus de la mauvaise taille ou avec des caoutchoucs pleins. Tous ces changements étant contraires au règlement, il est déclassé alors qu’il est arrivé le premier au terme d’une course de 17 h 12.
Le Britannique Henri Farman, passionné de cyclisme et d'automobile (et par la suite pionnier de l'aviation), termine la course une heure plus tard. Il est déclaré vainqueur et remporte le prix de 2 000 francs. Le Français Jean-Marie Corre et le Britannique Charly Hoden arrivent respectivement en deuxième et troisième positions.
Michelin communique abondamment sur cette course, avant et après, et revendique l'idée d'avoir semé des clous pour prouver que la réparation d'un pneumatique « est un jeu », rappelant que 61 des 76 participants ont terminé la course.

## Entre 1947 et 1953
En 1947, la course Paris-Clermont-Ferrand est créée de nouveau et sur le même trajet pour sept éditions.